# Plagiomnium speciosum
Plagiomnium speciosum là một loài Rêu trong họ Mniaceae. Loài này được (Mitt.) M.C. Bowers mô tả khoa học đầu tiên năm 1980.